# Quinn Rock
Der Quinn Rock ist ein länglicher inselähnlicher Rifffelsen mit ostwestlicher Ausrichtung im Archipel der Windmill-Inseln vor der Budd-Küste des ostantarktischen Wilkeslands. Er liegt nahe der Casey-Station in der Gruppe der Swain-Inseln.
Das Antarctic Names Committee of Australia (ANCA) benannte ihn am 15. März 1984 nach dem Geodäten Peter W. Quinn, der auf diesem Felsen eine Vermessungsstation errichtete und 1978 auf der Casey-Station überwinterte.